# 頃藤城
頃藤城（ころふじじょう）は、茨城県久慈郡大子町頃藤（常陸国に隣接していた陸奥国南端部）にあった日本の城（山城）。

## 概要
11世紀末から12世紀初頭に芦野氏三代目の弟である芦野通定、のちの山田左近大夫通定が、水戸・日立と白河・郡山を繋ぐ街道の中間に位置する当地に築城したことに始まる。築城の前後に苗字を芦野から山田に改めている。

### 佐竹系小川氏・結城氏時代
その後は源平合戦を経て、建治年間（1275年 - 1278年）に、領主で常陸守護佐竹氏の庶家である小川宗義が再建したという。このため、別称を小川城ともいう。
その後、小川宗義は母方の岩崎氏の縁で陸奥国磐城郡小川に進出。当地は家老の神長氏、清水氏が城代を務めた。
その後、上杉氏の子である佐竹義人の入嗣に佐竹氏有力庶家の山入氏が宗家に謀叛した山入の乱（佐竹の乱）によって一時混乱、白河結城氏に同地一帯を奪われる。
後に佐竹氏が奪還し、嘉吉の内紛で岩城氏にいわき市小川を追われた小川大和守義継が再び城主となった。
応仁7年（1469年）には義継の子、小川和泉守義房が領内の長福寺を曹洞宗寺院として再建し、翌年城内に移転させている。
以降、頃藤城主小川氏は、義房 － 義勝 － 小河弾正左衛門種義 － 小川民部少将義長と続く。

### 秋田転封
慶長7年(1602年)、佐竹氏が関ヶ原の戦いにおいて属した西軍が敗退し、秋田転封となると、小川氏も転封に随従、頃藤城は廃城となった。